# Чудські копальні
Чудські копальні — комплекс давніх копалень — численні рудники Уралу, Казахстану, Західного й Північного Сибіру, які приписували майже легендарному фінському народу чудь, надаючи розробкам узагальнену назву «чудські копальні».
Сучасні дослідження зазначають тут гірничодобувну діяльність різних археологічних спільнот (афанасіївської, абашевської, зрубної), не виключаючи при цьому значну роль фінно-угорських народів.

## Окремі давні «чудські» копальні

### Гумешевський рудник
Одним із найбільш показових об'єктів «чудської» діяльності на Середньому Уралі був Гумешевський рудник (поблизу м. Полевський, Росія). Місцевий ландшафт — це невисокі, покриті лісом узгір'я з виходами на поверхню відслонених скельних масивів . З середини II тис. до Р. Х. тут розробляли потужну зону окиснених мідних руд товщиною до 35 м. Давні виробки, здебільшого штольні, підтримували за допомогою дерев'яного кріплення. Розкопуючи давні зруйновані виробки виявили рештки тіл загиблих гірників, численні мідні, кам'яні й дерев'яні знаряддя праці (кайла, молоти, лопати), шкіряні сумки для транспортування руди, рукавиці тощо.
Руду плавили поблизу рудника на горі Думній висотою 409 м, де виявлено залишки давніх печей, мідні шлаки, фрагменти кераміки. За реконструкцією археологів металургійний комплекс на горі Думній був обнесений високим земельним валом з дерев'яним частоколом. Огороджена промислова ділянка не мала рослинності, її поверхню вкривали подрібнена гірська порода, шлаки, мідні виливи. Тут розташовувались прості житла гірників-металургів, а з боку південного валу був споруджений шерег плавилень. Одночасно зі збагаченням руд і витопленням металу на промисловій ділянці виготовляли мідні вироби, зокрема наконечники для стріл. Залишки давнього металу на горі Думній були такі великі, що збудований у XVIII ст. мідний завод деякий час працював за рахунок переплавлення цього брухту.

### Рудники Сариарки
Цікавим прикладом «чудських копалень» були рудники Сариарки (тобто — «жовтого степу»), розташовані на території Центрального й Північно-Східного Казахстану. Перші свідчення мідних плавок датують тут кінцем неоліту, але основні розробки припадають на середину II тис. до Р. Х., коли в Сариарці було сформовано один з найпотужніших азійських центрів з виробництва міді й олов'яних бронз. Про виняткові масштаби давніх гірничих робіт свідчать величезні обсяги добутої гірської маси, які становлять на Жезказганському родовищі близько 1 млн т, а на Кенказганському — до 800 тис. т.
До найбільш ранніх форм виробок відносять так звані «мідні ями», численні скупчення яких зафіксовані за 45 км північніше Жезказгану (з казахської мови «жезказган» — місце, де копали мідь) . Ці виробки представлені неглибокими кар'єрами, або траншеями довжиною 100—140 м, шириною 2 — 2,5 м й глибиною — до 3 м. Відкрита розробка окиснених мідних та олов'яних руд (зокрема каситериту) була характерна й для більш пізнього часу, причому кар'єри чудських копалень сягали по осях декількох сотень метрів, часом переходячи в підземні виробки.